# Campionati del mondo di ciclismo su pista 2019 - Corsa a punti femminile
La corsa a punti femminile ai campionati del mondo di ciclismo su pista si è svolta il 3 marzo 2019.
La corsa si svolse in 100 giri, per un totale di 25 km/h, con 9 sprint intermedi ogni 10 giri e uno finale con punti doppi.

## Podio
| Pos.    | Atleta          | Nazionalità |
| ------- | --------------- | ----------- |
| Oro     | Alexandra Manly | Australia   |
| Argento | Lydia Boylan    | Irlanda     |
| Bronzo  | Kirsten Wild    | Paesi Bassi |

## Risultati
| Posizione | Atleta                    | Nazione       | Punti giri | Punti sprint | Totale |
| --------- | ------------------------- | ------------- | ---------- | ------------ | ------ |
| 1         | Alexandra Manly           | Australia     | 20         | 9            | 29     |
| 2         | Lydia Boylan              | Irlanda       | 20         | 8            | 28     |
| 3         | Kirsten Wild              | Paesi Bassi   | 0          | 26           | 26     |
| 4         | Gulnaz Badykova           | Russia        | 20         | 6            | 26     |
| 5         | Yang Qianyu               | Hong Kong     | 20         | 0            | 20     |
| 6         | Maria Giulia Confalonieri | Italia        | 0          | 14           | 14     |
| 7         | Neah Evans                | Gran Bretagna | 0          | 10           | 10     |
| 8         | Jennifer Valente          | Stati Uniti   | 0          | 9            | 9      |
| 9         | Ina Savenka               | Bielorussia   | 0          | 9            | 9      |
| 10        | Lotte Kopecky             | Belgio        | 0          | 9            | 9      |
| 11        | Amber Joseph              | Barbados      | 0          | 7            | 7      |
| 12        | Sofía Arreola             | Messico       | 0          | 4            | 4      |
| 13        | Coralie Demay             | Francia       | 0          | 3            | 3      |
| 14        | Verena Eberhardt          | Austria       | 0          | 3            | 3      |
| 15        | Andrea Waldis             | Svizzera      | 0          | 1            | 1      |
| 16        | Hanna Solovey             | Ucraina       | 0          | 0            | 0      |
| 17        | Trine Schmidt             | Danimarca     | 0          | 0            | 0      |
| 18        | Irene Usabiaga            | Spagna        | 0          | 0            | 0      |
| 19        | Jarmila Machačová         | Rep. Ceca     | 0          | 0            | 0      |
| —         | Olivija Baleišytė         | Lituania      | 0          | DNF          | DNF    |
| —         | Charlotte Becker          | Germania      | 0          | DNF          | DNF    |
| —         | Nikol Płosaj              | Polonia       | −20        | DNF          | DNF    |